# Friedrich Kuhn
Friedrich Kuhn (Colonia, 24 ottobre 1919 – Monaco di Baviera, 8 gennaio 2005) è stato un bobbista tedesco.

## Biografia
Ai VI Giochi olimpici invernali (edizione disputatasi nel 1952 a Oslo, Norvegia) vinse la medaglia d'oro nel Bob a 4 con i connazionali Lorenz Nieberl, Andreas Ostler e Franz Kemser. dietro di loro le nazionali statunitense e svizzera. Vinsero anche grazie al peso complessivo del gruppo, superando i 470 kg, dopo tale competizione fu imposto il limite di 420 kg.
Il tempo segnato fu di 5:07,84  quasi tre secondi da quella statunitense (5:10,84) e quasi quattro secondi dalla svizzera (5:11,70).